# 平安残酷物語
『平安残酷物語』（へいあんざんこくものがたり）は、日日日による日本の小説。ポストアポカリプスと日常系4コマ漫画のテイストが混淆した短編連作形式で書かれている。
毎日新聞社『まんたんブロード』ならびに『まんたんウェブ』にて2008年5月号より1年間連載された後、大幅な加筆修正を加え、2011年に講談社BOXより、〈日日日×千葉サドル〉シリーズとして単行本が刊行された。連載版の挿絵は樋口彰彦が担当し、書籍版では千葉サドルが担当している。
『月刊ComicREX』（一迅社）にて2014年4月号より、漫画版が連載された。漫画は真西まりが担当。

## あらすじ
世界を襲った異変を契機に大人たちが滅び、代わりに跳梁跋扈する異形の虫と、生き残った子供たちが死を隣り合わせにしながらも共存している〈平安〉時代。「貴族」を自称する引きこもり・こづえや、その親友・小春は、日々コミカルながらも残酷かつ不条理な日常を甘受しつつ生きてゆく。

## 登場人物
藤原 こづえ（ふじわら こづえ）
本編の語り部。〈平安〉の世を怠惰に過ごす、貴族を自称する引きこもりの少女。年齢は十代中盤。自宅のアパートで食っちゃ寝の日々を過ごしているが、それ故に自身の生活を改善しようと試み、仕事の面接を受けてみようと一念発起したり、料理教室に足を運ぼうとしたり、行動力自体は高い。通販サイトを利用して一つ目の毛虫「ガノンドロフ」を購入してからは、彼と同居している。
作中を通して虫に喰われたり、「乙姫」なる怪物に消化されたり、異変以前の回想で死亡したりとエピソード単位で命を落としながらも、次の話では何事もなかったかのように日常を過ごしている。
砂倉 小春（さくら こはる）
こづえの親友で、彼女とは同年代。怠惰に生きるこづえに比べて溌剌とした性格であり、彼女を心配しながらも悪友的な関係を築いている。
図書館に勤めており、〈日日日×千葉サドル〉シリーズの続刊『図書館パラセクト』では語り部を担当する。

## 既刊一覧

### 小説
- 著：日日日、イラスト：千葉サドル『平安残酷物語』 講談社BOX、全1巻
  1. 2011年11月2日発売、ISBN 978-4-06-283783-5
- 著：日日日、イラスト：千葉サドル『図書館パラセクト』 講談社BOX、全1巻
  1. 2013年7月2日発売、ISBN 978-4-06-283846-7
    - 枠物語形式の短編集。枠部分が小春視点での『平安残酷物語』になっている。

### 漫画
- 原作：日日日、漫画：真西まり『平安残酷物語』一迅社〈REXコミックス〉、全2巻
  1. 2014年8月27日発売[2]、ISBN 978-4-7580-6467-5
  2. 2015年4月27日発売[3]、ISBN 978-4-7580-6505-4